# Roussospiti
Roussospiti è oggi un comune locale della circonferenza di Creta (programma Kallikrates). Dal 1999 fino a 2010, secondo la divisione amministrativa della Grecia di quel momento, era sede dell'omonimo appartamento municipale del Municipio Kapodistriaco di Rètimno. È stato caratterizzato come quartière tradizionale di media valorità culturale (Gazzetta Ufficiale 728/1995).

## Storia, origine del nome, elementi storici
Situato 9 km del-sud-est di Rètimno ad un'altitudine di 300 metri, il villaggio è stato costruito nel XII secolo dai veneziani, in quanto agli edifici veneziani dimostrati nel villaggio (archi, porte, fontane). Di quel tempo, una casa chiamata "Rousso" (rosso) era costruita nel paese, da qui deriva il suo nome. C'è anche un'altra storia che questa casa è stata costruita da una persona russa (Russa). All'inizio del 1583 gli abitanti di paese raggiungono soltanto i 157.
Nel villaggio di oggi molte case veneziane sono state conservate. La più impressionante è quella accanto alla chiesa della Vergine Maria, che è composta di tre piani con un portico al piano terra.
Popolazione di Roussospiti
| 1913 | 1920 | 1928 | 1940 | 1951 | 1961 | 1971 | 1981 | 1991 | 2001 |
| ---- | ---- | ---- | ---- | ---- | ---- | ---- | ---- | ---- | ---- |
| 372  | 400  | 358  | 358  | 353  | 272  | 195  | 174  | 257  | 374  |

## Monumenti e Templi, Edifici da vedere
La Chiesa di Madonna di Roussospiti è una piccola chiesa della quale rimane su identità come nella maggior parte delle chiese di Creta. Costruita nel XIV secolo, fue successivamente ampliata. È decorata con affreschi, mentre i resti di una tomba monumentale possono essere osservati.
Cristo della Crocifissione è uno dei migliori affreschi della chiesa conservati e una delle forme più dinamiche dell'arte Cretese.
In più, nel paese vi aspetta una famosa fontana che risale al XVII secolo, chiamata "la graziosa"da Gerola.
La Sagra-festa popolare- è il Paraskevi St. (26 luglio) a cui la chiesa del villaggio è dedicata.